# François Noël (Missionar)
François Noël (* 18. August 1651; † 17. September 1729 in Lille) war ein belgischer Jesuit, der von 1684 bis ca. 1708 missionarisch in China  tätig war. Neben dieser Tätigkeit verfasste er zahlreiche theologische Schriften, weiterhin widmete er sich intensiv dem Studium der chinesischen Geschichte und Philosophie. Im sogenannten Ritenstreit versuchte er, wie viele andere Jesuiten, eine Akkommodation zwischen katholischer Lehre an die konfuzianischen Riten zu begründen, um zu vermeiden, dass chinesische Christen von ihrer Kultur getrennt werden.
Sein wichtigstes Übersetzungswerk Sinensis imperii classici sex (Die sechs Klassiker des chinesischen Reiches) ist ein Meilenstein der Übersetzungsgeschichte: Das erste Mal wurden die sog. „Vier Bücher“ – und damit auch das Werk des Menzius (Mengzi) vollständig in eine europäische Sprache übersetzt. Diese Übersetzung entfaltete eine große Wirkung: Kurz nach dem Erscheinen im Jahr 1711 in Prag wurde das Werk von Christian Wolff rezensiert (Acta Eruditorum, März-Mai 1712); weiterhin wurde es zur Grundlage von Wolffs Oratio de Sinarum philosophia practica (Rede über die praktische Philosophie der Chinesen) im Jahr 1721. Die Übersetzung Noëls wurde in dem enzyklopädischen Werk Description de la Chine von Jean-Baptiste Du Halde (Paris, 1735, Bd. 2) ausführlich paraphrasiert und konnte somit bedeutende Denker des 18. Jahrhunderts beeinflussen. Konfuzianisches Gedankengut wurde zum Beispiel zu einer wichtigen Quelle der Inspiration für den Begründer der Wirtschaftswissenschaften, François Quesnay (1694–1774), und für David Hume (1711–1776), der als einer der führenden Aufklärer Schottlands gilt.
François Noël gehört somit zu den wichtigsten Kulturvermittlern zwischen China und Europa im frühen 18. Jahrhundert. Seine Übersetzungen haben die Aufklärung in Europa nachhaltig beeinflusst, da sie auf eine theologische Deutung verzichteten und somit ein Bild von einer Philosophie zeichneten, die ohne Gott und Kirche einer uralten Kultur Kontinuität und gesellschaftliche Stabilität verliehen hatte.

## Werke
- Sinensis imperii classici sex (Die sechs Klassiker des chinesischen Reiches), Reprint Olms-Verlag, Hildesheim 2011.
- Philosophia Sinica tribus tractatibus (Chinesische Philosophie in drei Abhandlungen), Online.